# Enrique Allende
Enrique Allende Allende fue un empresario y político español. Diputado en Cortes entre 1905 y 1910 por el Partido Conservador, en 1903 se convirtió en el primer presidente del Club Atlético de Madrid.

## Biografía
Enrique Timoteo Allende Allende nació en Bilbao el 24 de enero de 1877. Licenciado y Doctor en Derecho por la Universidad de Salamanca, su padre, Tomás Allende y Alonso había sido uno de los impulsores industriales de la empresa carbonífera de Sabero y senador por León en 1896. Enrique Allende mantendría una actividad similar, al desarrollar proyectos empresariales en León, donde obtuvo la concesión de un ferrocarril de vía estrecha en 1900 y a través de la participación en el Ferrocarril de la Sociedad Oeste de Sabero.
El 26 de abril de 1903 varios estudiantes vascos de la Escuela Superior de Minas acordaron fundar un club de fútbol en Madrid, como "sucursal" del Athletic Club de Bilbao, al que denominaron Athletic Club (Sucursal de Madrid), hoy Atlético de Madrid. Eligieron como primer presidente del club a Enrique Allende, a propuesta de Ricardo de Gondra, si bien éste no se implicó en el proyecto, dimitiendo al poco y dejando al frente a Eduardo de Acha.
En 1905 fue elegido diputado en Cortes por el distrito de Riaño (León) formando parte del Partido Conservador, cargo que mantendría hasta 1910.
Enrique Allende Allende falleció en Madrid el 4 de enero de 1931.